# Johannes Kuhl
Johannes Kuhl (* 14. November 1903 in Rheine; † 5. Juni 1968 ebenda) war ein Arzt und Krebsforscher.

## Leben
Nach dem Abitur studierte Kuhl Medizin an der Universität Münster. Zusätzlich absolvierte er ein naturwissenschaftliches Studium in Chemie, Zoologie und Physiologie. 1935 erfolgte die Promotion zum Dr. phil. und 1938 bestand er das medizinische Staatsexamen und erhielt die Approbation als Arzt. Er ließ sich auch in der Tropenmedizin am Bernhard-Nocht-Institut für Tropenmedizin ausbilden und erhielt das Tropendiplom für exotische Krankheiten.
Nach dem Krieg war er als praktischer Arzt in Rheine tätig. Als  Mediziner gehörte die intensive Forschung an der Lösung  des Krebsproblems auf biologischer Basis zu seiner großen Herausforderung.  Johannes Kuhl wurde 1966 einstimmig zum Kuratoriumsmitglied der „Internationalen Medizinischen Gesellschaft für Blut- und Geschwulst-Krankheiten e.V.“ gewählt. 
Er hielt im In- und Ausland Vorträge über Themen wie Krebs und Stoffwechsel. Neben weiteren Veröffentlichungen publizierte er die Bücher „Schach dem Krebs“, „Dichtung und Wahrheit in der Krebsfrage“ und „Eine erfolgreiche Arznei- und Ernährungsbehandlung gut- und bösartiger Geschwülste“, die im Humata Verlag Harold S. Blume in Bern erschienen. Anfang 2012 verkaufte der Humata Verlag Harald S. Blume sämtliche Rechte an den Büchern mit dem Wissensnachlass von Johannes Kuhl an den Verlag NewStart Service in Memmingen. 2013 erschien, zusammengestellt aus dem Wissensnachlass von Johannes Kuhl der Titel „Heilkräfte milchsauer fermentierter Keimling-Rohkost“. Darin enthalten ist der oft nachgefragte Titel „Das milchsaure Getreideschrot-Müsli als biologischer Strahlenschutz und Mittel zur Zell-Regeneration“.
Werke von Kuhl erschienen u. a. auch in französischer Sprache.
2014 erschien beim Verlag NewStart Service das Buch „Schach dem Krebs“ mit neuem Design unter dem Titel „Dr. med. Johannes Kuhl: Krebs und andere chronische Krankheiten“. 2015 folgte, ebenfalls in neuem Design, die vollständige Ausgabe „Dr. med. Johannes Kuhl: Krebs –  Eine erfolgreiche Arznei- und Ernährungsbehandlung gut- und bösartiger Geschwülste“. 
Seit Mai 2015 ist die aktualisierte Auflage „Dr. med. Johannes Kuhl: Krebs – Dichtung und Wahrheit“ mit 200 Seiten im neuen Design erhältlich.

## Auszeichnungen und Verdienste
- Kuratoriumsmitglied der „Internationalen Medizinischen Gesellschaft für Blut- und Geschwulst-Krankheiten e.V.“